# 小行星8202
小行星8202（8202 Gooley）是一颗绕太阳运转的小行星，为主小行星带小行星。该小行星于1994年2月11日发现。

## 轨道参数
小行星8202的轨道半长轴为2.9150114 UA，离心率为0.081。